# Критическа теория
В хуманитарните и социалните науки критическата теория е изследването и критиката на обществото и културите, произхождайки от знанията на социалните науки и хуманитарните дисциплини. Вдъхновена е от научните трудове на Хегел, Маркс и Фройд.
Терминът де факто има две различни значения с различен произход и история, като едното произлиза от социалната теория, а другото от литературознанието. Двете нямаха много общо помежду си, но от 1970 г. има застъпване между двете дисциплини. Това води до ситуацията, в която критическата теория е ъмбрела термин за цяла съвкупност от теории в англоговорещите университети. В крайна сметка и двете дисциплини/терминологични названия произхождат от гръцкото kritikos – преценка и прозорливост, проницателност, и техните настоящи форми произлизат от 18 век.
Хабермас и други теоретици асоциирани с франкфуркската школа са едновременно критици на постмодерната теория, но в същото време критическата теория се разбира като част от постмодернизма.
За да се използва едно епистемологично разграничение, въведено от Юрген Хабермас през 1978 г. в „Знание и интереси“ (Erkenntnis und Interesse), критическата теория в литературните науки е в крайна сметка форма на херменевтика, тоест знание, придобито чрез тълкуване, с цел да се разбере значението на текстовете и символните изрази.

## Представители на критическата теория

### Първо поколение (1892 – 1905)
- Теодор В. Адорно,
- Валтер Бенямин, роден в семейство на немски евреи, учи философия, история на изкуството и германистика, сътрудничи на Института за социални изследвания.
- Ерих Фром, роден е в семейството на вярващи немски евреи, учи право два семестъра, но се насочва към социологията.
- Макс Хоркхаймер, роден в семейство на немски евреи, първоначално учи икономика, но после интересите му се насочват към философията и социологията, основател на
- Ото Кирххаймер
- Лео Льовентал
- Херберт Маркузе
- Франц Нойман
- Фридрих Полок
- Карл Август Витфогел

Всички по-горе произхождат от Ваймарската република и поради заплаха от преследване от националсоциалистите те заминават в изгнание.

### Второ поколение (1922 – 1934)
- Лудвиг фон Фридебург
- Юрген Хабермас
- Алфред Лоренцер
- Оскар Негт
- Юрген Рицерт
- Алфред Шмид
- Херман Швепенхойсер
- Албрехт Велмер